# 拆骨肉

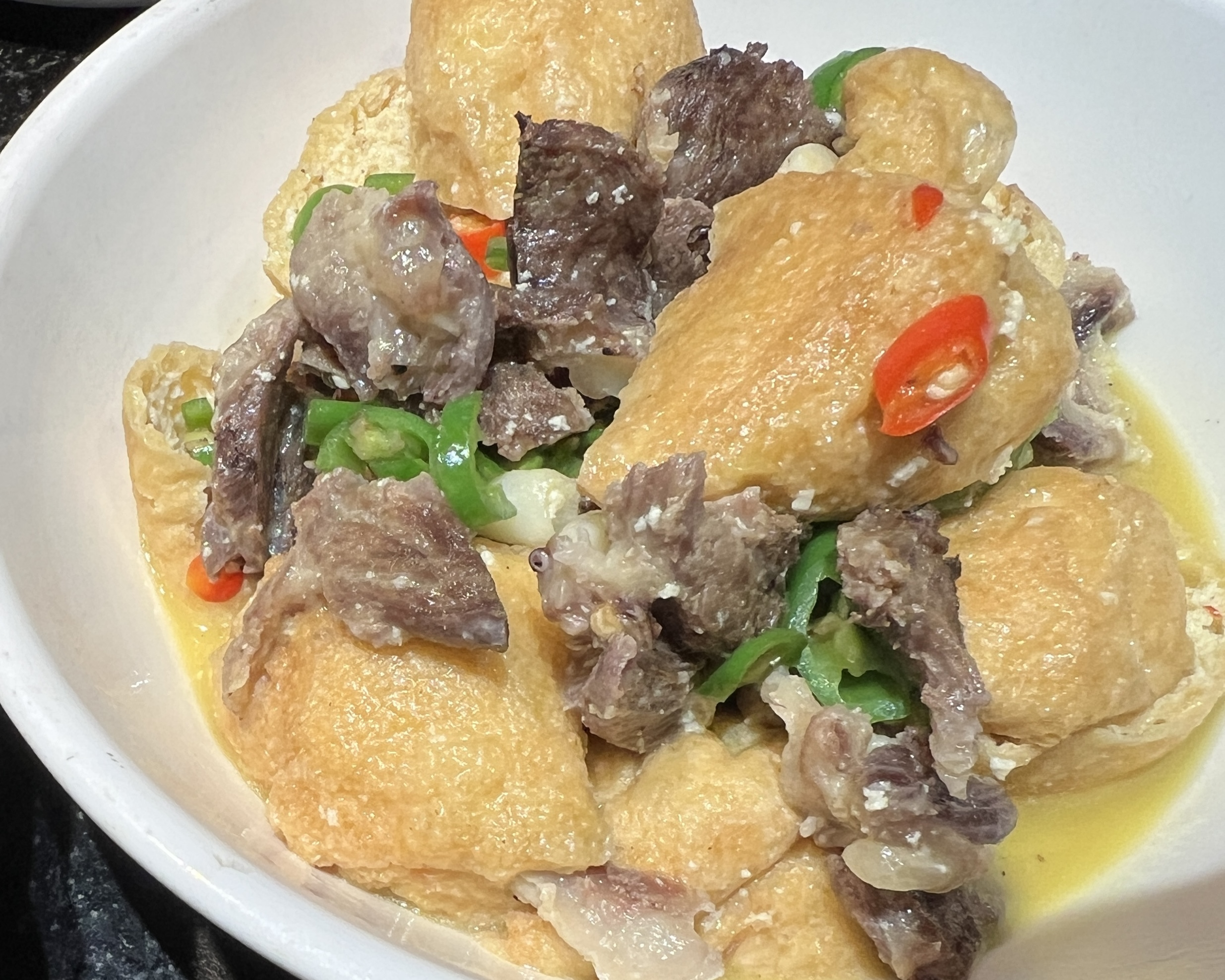
油豆腐拆骨肉少辣

拆骨肉或剔骨肉即将肉从骨头上剥离并食用，常见于湘菜的烹调。通常将猪大骨炖熟，剔下肉后再次爆炒。拆骨肉紧实且带有胶质，口感丰富，不容易炒老。拆骨肉常和辣椒、油豆腐、荷包蛋一起爆炒。

## 延伸阅读
- 辣椒炒肉
- 回鍋肉